# Giulia Civita Franceschi
Giulia Civita Franceschi (Napoli, 1870 – 27 ottobre 1957) è stata un'educatrice italiana.
Diresse dal 1913 al 1928 la nave asilo Caracciolo per scugnizzi napoletani ed è anche detta "la Montessori del mare", perché il suo modello educativo fu apprezzato e studiato in tutto il mondo.

## Biografia
Nacque a Napoli da Emilio Franceschi e Marina Vannini. Il padre fu un noto scultore ed ebanista toscano; trasferitosi a Napoli nel 1867, si impose rapidamente nell'ambiente artistico e culturale della città, dove creò una rinomata scuola di intaglio. Tra le sue opere più note la statua di Ruggero il Normanno, la prima delle otto sculture che ornano la facciata del Palazzo reale di Napoli. Svolse un ruolo centrale nella formazione intellettuale e morale della figlia cui fu legato da un rapporto di profondo affetto e fiducia, tanto da eleggerla fin da adolescente a sua fidata collaboratrice nella conduzione della sua scuola-officina.
Nel 1889 Giulia sposò l'avvocato penalista Teodoro Civita; nel 1891 nacque Emilio, unico figlio della coppia. Sul finire dell'Ottocento Giulia si prese cura (insieme alla sorella Eva ed al marito di questa) della gestione dell'officina paterna sino all'insorgere di una grave forma di ipocondria che colpì il marito costringendolo a ritirarsi dalla vita pubblica nella più tranquilla tenuta di campagna a San Paolo Belsito. Ne derivò una difficile situazione familiare, e nel 1913 Giulia cedette alla sorella la propria quota di partecipazione all'opificio.
Il 1913 segnò una svolta fondamentale nella vita di Giulia Civita Franceschi: in quest'anno assunse la direzione della Nave Asilo "Francesco Caracciolo", una pirocorvetta donata dal Ministero della Marina alla città di Napoli e destinata al recupero dell'infanzia abbandonata.
Questo tipo di iniziativa aveva già precedenti in Italia: la Nave Officina "Garaventa" a Genova, attiva fin dal 1883 per accogliere giovani che avevano scontato pene carcerarie, e la Nave Asilo "Scilla" promossa a Venezia da David ed Elvira Levi-Morenos nel 1906 come scuola di pesca per gli orfani dei pescatori dell'Adriatico.

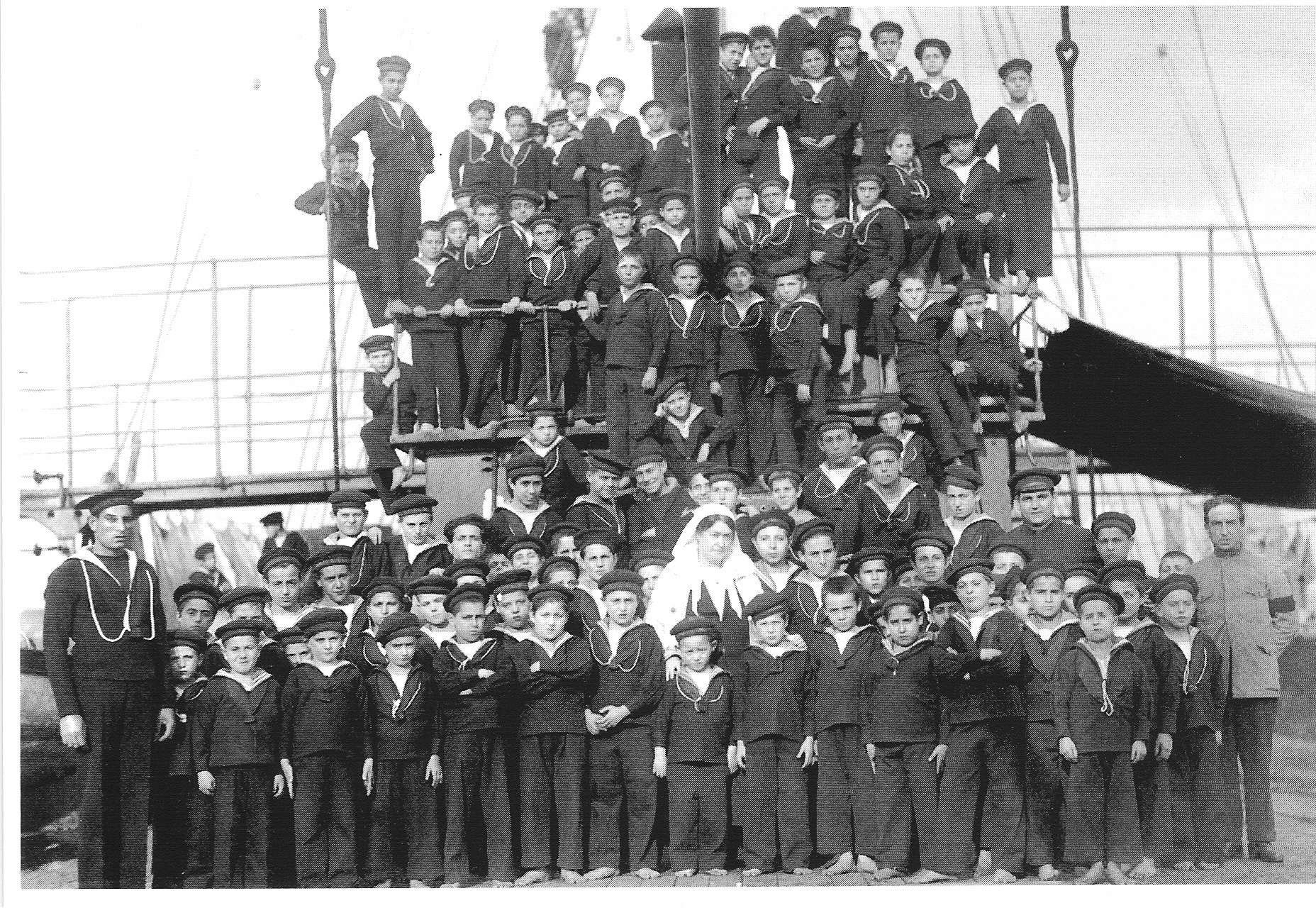
Giulia Civita Franceschi al centro dei suoi marinaietti

La "Caracciolo" fu destinata ad accogliere sia gli orfani dei marittimi sia i fanciulli abbandonati di Napoli - "pericolati e pericolanti" nel linguaggio criminologico del tempo -, meglio noti in Italia e nel mondo con l'appellativo di "scugnizzi". Nell'arco di 15 anni - tra il 1913 e il 1928 – la Nave Asilo accolse circa 750 bambini e ragazzi sottraendoli a una condizione di abbandono e restituendoli a una vita sana, civile e dignitosa. Tutto ciò fu opera soprattutto del genio pedagogico di Giulia Civita, che fu chiamata a occuparsi dell'impresa su suggerimento di Enrichetta Chiaraviglio Giolitti e di Antonia Persico Nitti (rispettivamente figlia e moglie dei noti statisti), che ne conoscevano ed apprezzavano la sensibilità e l'impegno nei confronti dell'infanzia povera e derelitta di Napoli.
La Nave Asilo, tuttavia, era in parte un'istituzione militare e come tale non compatibile con la presenza femminile in ruoli direttivi. Per aggirare l'ostacolo il direttore designato, David Levi-Morenos, escogitò la soluzione di “delegare” Giulia Civita Franceschi a ricoprire il suo ruolo.
Il corpo insegnante era composto da personale tecnico messo a disposizione dalla Marina e da insegnanti nominati dal Comune di Napoli.
Giulia Civita Franceschi avviò la sua opera nell'agosto del 1913 e alla fine di dicembre aveva accolto già 51 ragazzi.
Nell'aprile del 1921, per sua volontà, fu istituita la SPEM, Scuola Pescatori e Marinaretti, alla quale due anni dopo lo Stato concesse in gestione i laghi Fusaro e Mare Morto.
Le attività della SPEM iniziarono, tuttavia, solo nel 1923 a causa dei grossi intralci da parte di privati che precedentemente sfruttavano i laghi senza permesso.
Nel 1925 la SPEM si fuse con l'Asilo Carlo van Den Heuvel (istituito grazie al lascito della contessa Anna De Iorio, vedova di Carlo van Den Heuvel) avviando, oltre alle attività legate alla pesca nei laghi, la coltivazione della canna da zucchero, del lino e di piante medicinali.
Giulia, direttrice del nuovo Ente morale, sperava di poter realizzare un progetto maturato da tempo nella sua mente: l'estensione alle bambine e alle ragazze abbandonate – le “scugnizze” - dell'opera di accoglienza e recupero rivolta fino ad allora esclusivamente ai maschi. Infatti, la SPEM prevedeva la costruzione nella località di Miseno di un edificio destinato alle bambine, ma l'iter per la sua realizzazione, pesantemente ostacolato da interessi privati, ebbe un esito fallimentare.

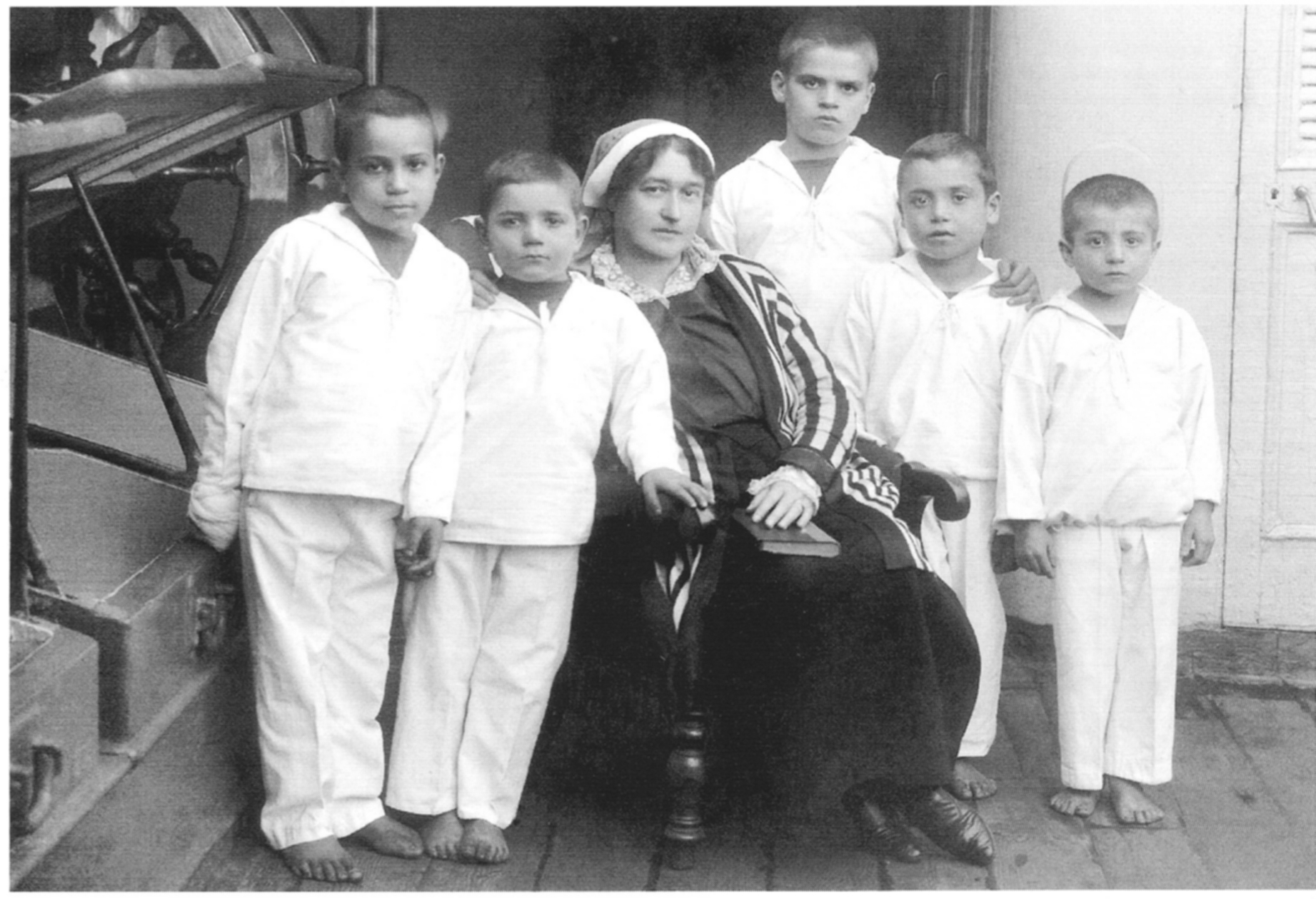
Giulia Civita con cinque scugnizzi-marinaretti sulla nave asilo Caracciolo

L'originale esperimento educativo definito "sistema Civita" richiamò l'attenzione e l'ammirazione di studiosi, raccogliendo parole di grande apprezzamento anche da parte di Maria Montessori e di numerosi studiosi italiani e stranieri che visitarono la nave in quegli anni, restando entusiasti dei risultati. All'inizio degli anni Venti una delegazione del governo giapponese visitò la "Caracciolo" per trarne spunti da applicare nella riforma scolastica del proprio Paese.
Né mancarono i riconoscimenti ufficiali come la medaglia d'oro ricevuta dal ministro dell'Istruzione Antonino Anile nel 1922 ed altre onorificenze.
Nonostante l'ampio consenso, nel 1928 Franceschi fu estromessa dalla direzione della  "Caracciolo": il regime fascista, nel suo intento totalitario, volle inserire questo istituto nell'Opera Nazionale Balilla.
Chiusa, nel 1933, anche l'esperienza della SPEM, Giulia cercò di dare vita ad una scuola elementare e a corsi di agraria nelle campagne di Santa Maria a Vico (Caserta), su terreni di proprietà dell'Asilo Carlo van Den Heuvel, finché questi beni non furono acquisiti dal regime fascista che assegnò gli ultimi “accolti” all'Albergo dei Poveri. Così fu stroncata definitivamente questa originale esperienza educativa.
Negli anni successivi, fino alla fine della guerra, Giulia condusse una vita ritirata, ma non inattiva: oltre che agli affetti familiari, si dedicò alla valorizzazione della memoria del padre curando la pubblicazione di scritti sull'artista e cercando di trovare una sistemazione per le opere invendute.
Dopo la guerra prese parte a Napoli al nascente movimento femminile dell'UDI (Unione Donne Italiane), impegnandosi in campagne giornalistiche per porre all'attenzione della società e della politica il problema dell'infanzia abbandonata che si ripresentava come una piaga sociale irrisolta ed aggravata dalle conseguenze del conflitto.
A riportarla sulla scena furono due donne e intellettuali napoletane: la giornalista Lieta Nicodemi e la vicepresidente del CAF (Centro Attività Femminile) e direttrice del mensile “Solidarietà” Olga Arcuno. All'indomani del secondo conflitto mondiale, esse si proponevano di sollecitare per l'infanzia derelitta di Napoli un intervento pubblico ispirato al modello educativo della “Caracciolo”. A questa progetto Giulia Civita, nonostante i torti subiti e le amarezze sofferte, rispose con grande senso di responsabilità, fornendo una convinta e appassionata esposizione del suo metodo, illustrandone i risultati e sollecitando a non lasciar appassire il seme di un'esperienza tanto feconda. L'occasione le fu offerta, oltre che dagli articoli di Lieta Nicodemi e di Olga Arcuno, rispettivamente sulle pagine dei giornali “Risorgimento” e “Solidarietà”, anche dal Congresso delle donne napoletane (29-30 giugno 1947), in cui le fu riservato l'intervento inaugurale.
Da questo scritto, che costituisce l'unica esposizione sistematica del suo metodo, emerge con chiarezza la specificità dell'esperienza della Nave Asilo "Caracciolo", il suo proporsi come esperienza pienamente educativa, espressione delle più avanzate elaborazioni del pensiero pedagogico contemporaneo.
Giulia Civita Franceschi morì il 27 ottobre 1957.

## I principi fondamentali del "sistema Civita"

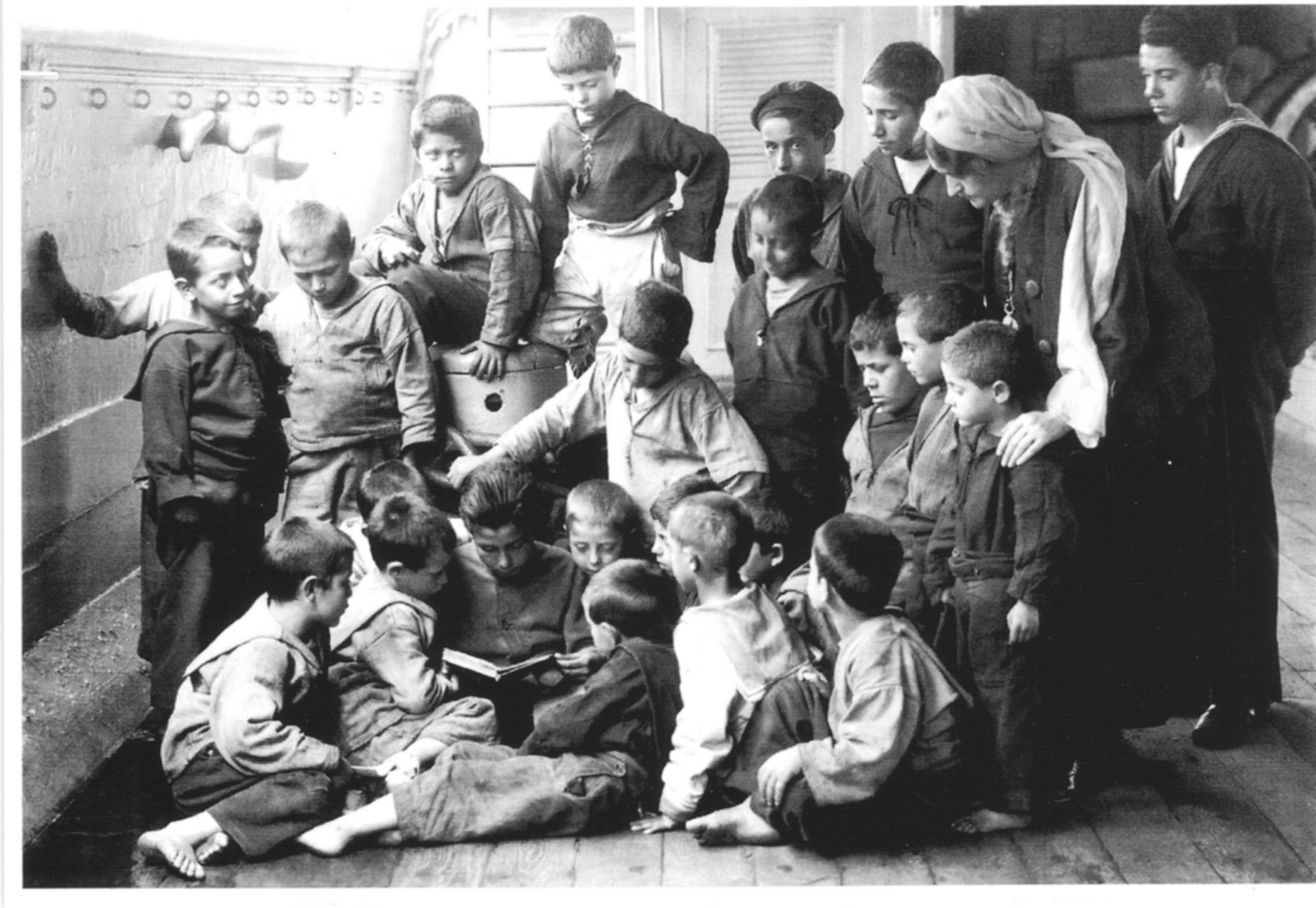
Apprendimento e condivisione della lettura

Con l'espressione “sistema Civita” s'intende un metodo educativo originale, adatto al recupero e all'integrazione di minori a rischio di delinquenza, basato non sui criteri della "correzione" ma sui principi dell'"educazione", che pone al centro i valori della dignità legata al lavoro, della solidarietà e degli affetti.
L'analisi dei principi esplicitamente praticati nell'esperienza della Nave Asilo "Caracciolo" e riassunti in modo organico e sistematico nell'intervento di Giulia Civita Franceschi al “Congresso delle donne napoletane” del giugno 1947, evidenzia la puntuale corrispondenza tra l'esperienza della “Caracciolo” e l'orizzonte culturale di quel movimento di rinnovamento che tra la fine dell'Ottocento e l'inizio del Novecento ha attraversato il dibattito culturale e pedagogico e le esperienze educative più innovative noto come "Attivismo pedagogico". Il punto di partenza della relazione del 1947 è il riconoscimento del valore e della specificità della età infantile, della centralità della persona nel processo educativo e della conseguente necessità di individualizzazione, da cui l'importanza dell'osservazione del soggetto per comprendere le sue naturali inclinazioni e aiutarlo a svilupparle. Tale concezione rinvia al principio del puerocentrismo che, con l'affermazione che il bambino, i suoi bisogni e le sue capacità sono al centro del processo educativo, costituisce il motivo “ricorrente” dell'Attivismo.
Alla centralità della persona nel processo formativo che, nell'esperienza della Nave-Asilo Caracciolo
è contemporaneamente un processo di riscatto sociale, si connette logicamente:
- la concezione olistica dell'individuo come unità psicofisica con la conseguente valorizzazione formativa del gioco ai fini della crescita del corpo e dello spirito;
- il principio della disciplina come autodisciplina, cioè come "responsabilità" e "interiorizzazione della norma" che non richiede, pertanto, il ricorso ad un sistema "estrinseco" di premi e castighi: nel “sistema Civita” l'adulto educatore più che dare ordini e comandi, consiglia, aiuta, stimola, svolge una funzione di sostegno e di aiuto nei confronti degli allievi impegnati in un processo che è sostanzialmente di autoeducazione;
- la valorizzazione della dimensione comunitaria: la Nave Asilo costituisce una comunità familiare e formativa nella quale crescere e vivere una vita risanata, nell'affermazione dell'interdipendenza tra educazione morale ed intellettuale.

Questi principi, in linea con le più avanzate elaborazioni pedagogiche del tempo, si intrecciano con intuizioni geniali che la più avanzata ricerca psicopedagogica del Novecento ha successivamente evidenziato e teorizzato:
- la valorizzazione in termini educativi dell'amicizia tra pari e del rapporto intergenerazionale tra ragazzi di età diverse rinvia ai principi della cosiddetta "peer education";
- l'importanza del rapporto con gli animali (i cagnolini Totò e Frufru della "Caracciolo") per il superamento delle "lacerazioni" affettive subite dai bambini abbandonati e dell'educazione dei sentimenti è stata valorizzata nelle recenti esperienze di "pet therapy";
- l'invito rivolto ai "caracciolini" a raccontare la propria esistenza prima dell'inserimento nella Nave Asilo "Caracciolo", che si traduce nell'elaborazione di testi di tipo autobiografico intitolati "Racconto della mia vita" costituisce una chiara anticipazione dell'utilizzazione della "narrazione autobiografica" come percorso di ricostruzione consapevole della propria identità.

## L'istruzione e formazione professionale
Il carattere fortemente innovativo dell'esperienza della Nave Asilo "Caracciolo" appare in tutta evidenza nel percorso di formazione professionale che, senza ambiguità, presuppone il primato dell'educazione: la formazione professionale non è addestramento o strategia per disciplinare in modo eteronomo i comportamenti dei giovanetti, ma è strumento di crescita, di definizione dell'identità, di conquista dell'autonomia intellettuale e morale: dignità della persona, cittadinanza e lavoro sono, nel "sistema Civita" un trinomio inscindibile.
L'esperienza di lavoro sulla nave, che si inscrive certamente nel solco delle tradizioni dei mestieri di mare e dei training ships inglesi, rivela ancora una volta un back ground culturale nutrito delle istanze più avanzate prodotte dalla cultura pedagogica internazionale che aveva valorizzato la funzione formativa del lavoro manuale, da un lato riconoscendo lo sviluppo del pensiero non solo sul piano della riflessione teorico-astratta ma in termini più ampi come intelligenza operativa e pratica, dall'altro sottolineando la valenza del lavoro ai fini della formazione etico-sociale.
L'esperienza della Nave-Asilo "Caracciolo", rivelando una significativa affinità con la concezione di lavoro educativo elaborata da pensatori quali John Dewey (Scuola e società, 1915) e Georg Kershensteiner (Il concetto della scuola di lavoro, 1911), inscrive il lavoro nello spirito della comunità nella quale ognuno deve acquisire la coscienza della propria responsabilità e del bene comune: individuo e società sono infatti inseparabili ed il processo educativo fonda l'assetto democratico.